# Discalma indeterminata
Discalma indeterminata là một loài bướm đêm trong họ Geometridae.